# Twisted
Twisted er Hallucinogens debutalbum, udgivet den 16. oktober 1995 på Dragonfly Records. Albummet solgte 85.000 eksemplarer. I 1999 blev det remarsteret på Hallucinogens eget pladeselskab, Twisted Records.

## Trackliste
1. "LSD"
2. "Orphic Thrench"
3. "Alpha Centauri"
4. "Dark Magus"
5. "Shamanix"
6. "Snarling Black Mabel"
7. "Fluoro Neuro Sponge"
8. "Solstice"
9. "Angelic Particles" (Remix)